# طانف (ذي السفال)

تعديل مصدري - تعديل

طانف هي إحدى قرى عزلة شقح وطانف بمديرية ذي السفال التابعة لمحافظة إب، بلغ تعداد سكانها 553 نسمة حسب تعداد اليمن لعام 2004.